# Spona
Spona este o arie protejată (arie specială de conservare — SAC, sit de importanță comunitară — SCI) din Austria întinsă pe o suprafață de 25,77 ha, integral pe uscat.

## Localizare
Centrul sitului Spona este situat la coordonatele 47°00′25″N 10°00′38″E / 47.007°N 10.0106°E.

## Înființare
Situl Spona a fost declarat sit de importanță comunitară în decembrie 2015 pentru a proteja 1 specie de plante și 1 specie de animale. Situl a fost protejat și ca arie specială de conservare în mai 2022.

## Biodiversitate
Situată în ecoregiunea alpină, aria protejată conține 3 habitate naturale: Pante stâncoase silicioase cu vegetație casmofită, Păduri de fag Luzulo-Fagetum, Păduri acidofile de Picea de la nivel montan la nivel alpin (Vaccinio-Piceetea).
La baza desemnării sitului se află mai multe specii protejate:
- plante (1): mușchi (Dicranum viride)
- păsări (1): ciocănitoare neagră (Dryocopus martius)

Pe lângă speciile protejate, pe teritoriul sitului au mai fost identificate 3 specii de plante.